# Time I
A Time I a finn Wintersun zenekar második lemeze, ami 2012-ben jelent meg a Nuclear Blast kiadónál.

## Az album dalai
|    | Cím                      | Hossz |
| -- | ------------------------ | ----- |
| 1. | When time fades away     | 04:07 |
| 2. | Sons of winter and stars | 13:31 |
| 3. | Land of snow and sorrow  | 08:21 |
| 4. | Darkness and frost       | 02:24 |
| 5. | Time                     | 11:44 |

## Közreműködők
- Jari Mäenpää – ének, gitárok, billentyűs hangszerek
- Kai Hahto – dobok
- Teemu Mäntysaari - gitár, kórus
- Jukka Koskinen - basszusgitár, kórus